# Пало Алто
Пало Алто (на испански: Palo Alto, местно произношение най-близко до Палоу Алтоу) е град в окръг Санта Клара в района на залива на Сан Франциско, Западна Калифорния, САЩ, северно от Сан Хосе.
Има развита електронна индустрия. Пало Алто е сред градовете на Силициевата долина.

## Население
Пало Алто е с население от около 61 200 души към 2007 г.

## География
Пало Алто е с обща площ от 66,4 км2 (25,6 мили2) (2000).

## Транспорт
Сред главните търговски улици е Юнивърсити авеню (в превод Университетско авеню), наименувано на Станфордския университет, който се намира в непосредствена близост. „Ел Камино Реал“ също минава през Пало Алто.

## Известни личности
Родени в Пало Алто
- Ерик Корнел (р. 1961) – нобелов лауреат за физика за 2001 г.
- Уитфийлд Крейн (р. 1968) – вокал на хардрок групата „Ъгли Кид Джо“
- Дейв Франко (р. 1985) – актьор

Починали в Пало Алто
- Дьорд Пойа (13 декември 1887 – 7 септември 1985) – математик
- Стив Джобс (24 февруари 1955 – 5 октомври 2011) – предприемач и изобретател

## Побратимени градове
- Алби, Франция
- Енсхеде, Холандия
- Линшьопинг, Швеция